# Bourasso
Bourasso è un dipartimento del Burkina Faso classificato come comune, situato nella provincia  di Kossi, facente parte della Regione di Boucle du Mouhoun.
Il dipartimento si compone del capoluogo e di altri 14 villaggi: Barakuy, Biron-Bobo, Biron-Marka, Bouni, Diamasso, Kamiankoro, Kodougou, Labarani, Lekuy, Lemini, Nokuy, Sikoro, Sirakoro e Zonakuy.